# Aporum roseonervatum
Aporum roseonervatum é uma espécie de orquídea epífita de hábito pendente e flores pequenas, que habita Sumatra.